# Фетална анемија
Фетална анемија (ФА) је већ дуги низ година позната као опасна компликација трудноће. Њени најчешћи узроци су алоимунизација и инфекција мајке парвовирусом Б19. ФА се може повезати и са многим различитим патолошким стањима укључујући феталну анеуплоидију, васкуларне туморе и артериовенске малформације фетуса или плаценте и наследна стања као што су алфа-таласемија или генетски метаболички поремећаји.
Доплер ултрасонографска процена (којом се вршне брзине систолног крвотока у средњој церебралној артерији),  актуелни је стандард праксе који се користи се за дијагнозу и лечење феталне анемије и интраваскуларна интраутерина трансфузије.

## Етиологија
Фетална анемија се најчешће јавља када мајка и беба имају некомпатибилне крвне групе. Најчешћи узрок је Рх некомпатибилност – када мајка има Рх негативну крвну групу, а беба Рх позитивну крвну групу. Имуни систем мајке третира бебина Рх-позитивна црвена крвна зрнца као „стране освајаче“ и шаље антитела да се боре против њих. Антитела пролазе кроз плаценту и везују се за црвена крвна зрнца бебе. Бебин сопствени имуни систем се тада укључује у борбу против инвазивних антитела. Та реакција доводи до уништења многих црвених крвних зрнаца бебе.
Неке урођене инфекције (инфекције пренете са мајке на бебу пре рођења), као што је парвовирус Б19 (пета болест), такође могу изазвати феталну анемију. Ова стања могу привремено зауставити производњу бебиних црвених крвних зрнаца.
Још један узрок феталне анемије је секвенца полиеитемије близаначке анемије (ТАПС), стање које се може развити током трудноће која укључује идентичне близанце, који деле плаценту. У ретким случајевима, крв из заједничке плаценте постаје неравномерно распоређена између близанаца. Један близанац може добити премало крви, што доводи до ниског нивоа црвених крвних зрнаца.
Фетална анемија је такође повезана са одређеним генетским и метаболичким поремећајима, као што су Даунов синдром (тризомија 21) и Ниман-Пикова болест.

## Дијагноза
Фетална анемија се може открити током трудноће пренаталним тестирањем . Неки тестови могу бити рутински, док се други могу обавити да би се проверила посебно фетална анемија.

#### Пренатални ултразвук
Пренатални ултразвук може открити знаке феталне срчане инсуфицијенције или необичног протока крви у суду.

#### Тестирање крви мајке
Тестирање крви мајке може открити специфична антитела која могу изазвати анемију код бебе.

#### Амниоцентеза
Амниоцентеза може да тестира амнионску течност да одреди како се црвена крвна зрнца разлажу у феталном циркулаторном систему. Ради се тако што се игла убацује кроз стомак мајке како би се прикупио узорак амнионске течности. Како у већини случајева ултразвук може открити феталну анемију, данас је амниоцентеза ретко потребна за дијагнозу.

#### Узимање феталне крви
Узимањем крви фетуса из пупчане вене има за циљ открије анемију. Овај тест је сличан амниоцентези, али се игла ултразвуком уводи у пупчану вену.

## Терапија
Фетална анемија се може лечити ин-утеро терапијом, што доводи до значајног побољшања перинаталног исхода, који је последњих година забележена по стопи живог рађања од чак 95%. Ризичне трудноће захтевају серијски надзор како би се обезбедила благовремена интервенција интраутерином трансфузијом. Ова процедура се изводи у болници. Крв се убацује кроз иглу постављену у пупчану вену. У зависности од анемије бебе, могу се препоручити додатне трансфузије.
Додатна улога интравенске имуноглобулинске терапије и дугорочне последице стања су предмет активних истраживања која су у току.

## Прогноза
Код беба код којих се правовремено и адекватно лечи фетална анемија имају одличну прогнозу.